# Sniper (1993)
Sniper is een Amerikaanse actiefilm uit 1993, geregisseerd door Luis Llosa. 

## Verhaal
Thomas Beckett is een militaire sluipschutter met jaren van dienst in de oerwouden van Panama. Met de taak om de twee belangrijkste rebellenleiders uit te schakelen, wordt hij gedwongen om samen te werken met Richard Miller, een onervaren SWAT-scherpschutter.

## Rolverdeling
| Acteur          | Personage         |
| --------------- | ----------------- |
| Tom Berenger    | Thomas Beckett    |
| Billy Zane      | Richard Miller    |
| J.T. Walsh      | Chester Van Damme |
| Aden Young      | Doug Papich       |
| Ken Radley      | El Cirujano       |
| Reynaldo Arenas | Cacique           |

## Productie
Billy Zane werd gecast nadat hij de hoofdrol speelde in Dead Calm. De opnames vonden plaatst in Queensland, Australië. De filmmuziek werd gecomponeerd door Gary Chang.